# Gemensamma gemenskapskommissionen

Flagga för Brysselregionen, där Gemensamma gemenskapskommissionen verkar.

Gemensamma gemenskapskommissionen (franska: Commission communautaire commune; nederländska: Gemeenschappelijke Gemeenschapscommissie) är ett politiskt organ som koordinerar frågor som är gemensamma för både de franska och de flamländska gemenskaperna i Bryssel, en av Belgiens tre federala regioner.
Organet har ansvar för frågor som är gemensamma och inte kan tilldelas vare sig Franska gemenskapskommissionen eller Flamländska gemenskapskommissionen som verkar i Brysselregionen för respektive gemenskap. Kommissionens sammansättning är beroende av delegater från Bryssels franskspråkiga parlament och de flamländska delegaterna i Bryssels regionparlament.